# 영귀미면

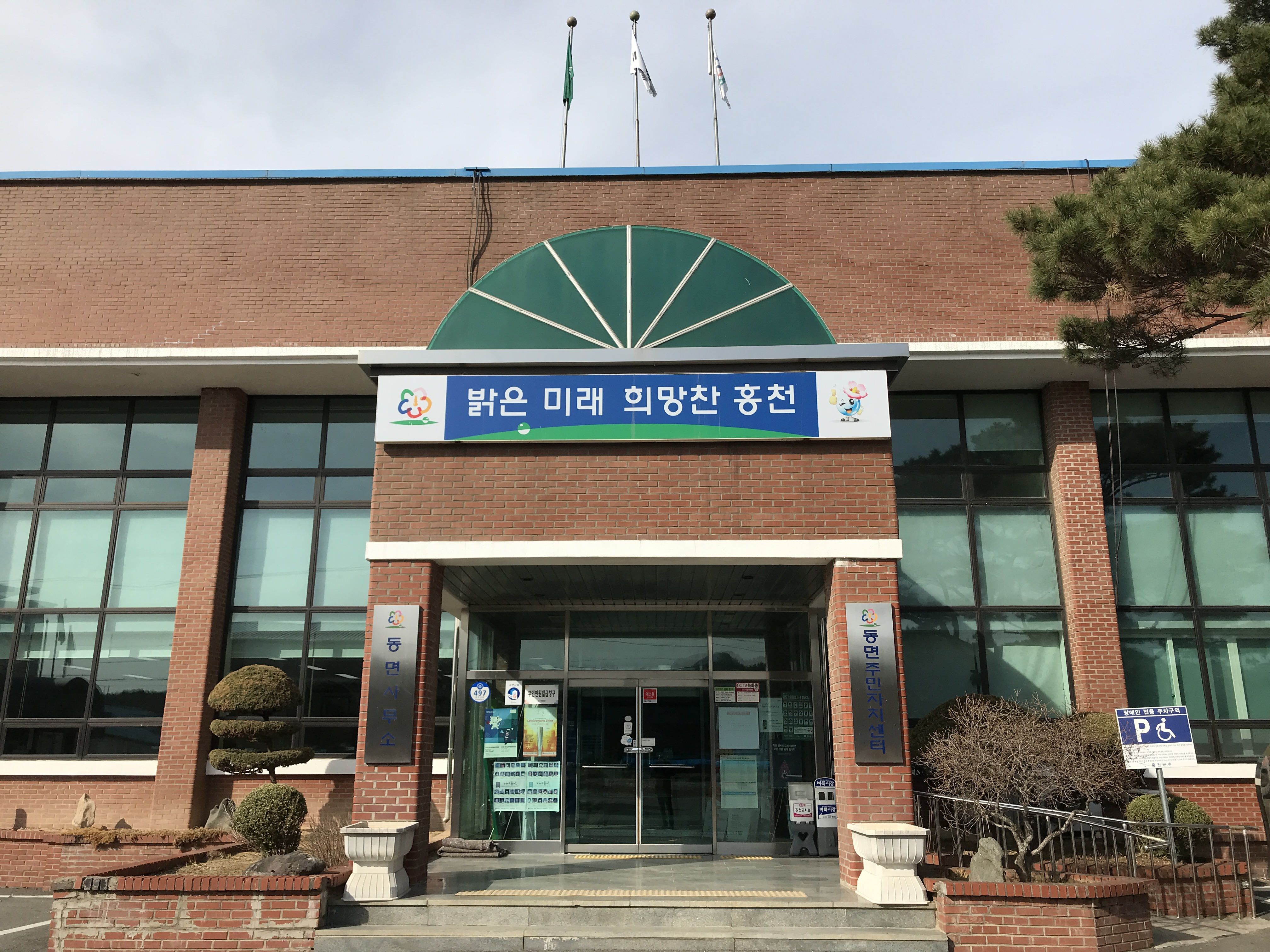
영귀미면 행정복지센터 (동면 시절)

영귀미면(詠歸美面)은 강원특별자치도 홍천군에 위치한 면이다. 홍천 인삼의 주재배 단지가 위치하며, 홍천명품사과단지로 육성되고 있다. 공작산과 수타사가 위치한다. 1917년에 동면(東面)으로 이름을 바꿨으나 2021년 6월 1일을 기해 원래 이름인 영귀미면으로 바꿨다. 영귀미면은 "노래를 부르면서 아름다운 곳으로 돌아온다"라는 뜻을 담고 있다.

## 역사
영귀미면이 속한 홍천은 고구려때 벌력천현(伐力川縣)이었다. 이후 신라가 녹효(綠驍)로 그 현의 이름을 바꾸어 우수주의 치소를 두었다. 고려 현종 9년(1018)에 '홍천현'으로 고쳤다.
'영귀미'라는 이름은 1760년경 간행된 여지도서에서 처음 나타난다. 이때 '길 영'(永) 자를 써서 永歸美라 적었다. 19세기부터는 '읊을 영'(詠)을 써서 영귀미(詠歸美)로 적기 시작했다. 1917년에 일본 제국에 의해 동면으로 개칭되었다.
2021년 6월 1일에 다시 영귀미면으로 이름을 바꾸었다.

## 행정 구역
| 법정리 | 한자명 | 행정리           | 비고                   |
| ------ | ------ | ---------------- | ---------------------- |
| 개운리 | 開運里 | 개운리           |                        |
| 노천리 | 魯川里 | 노천1리, 노천2리 |                        |
| 덕치리 | 德峙里 | 덕치리           |                        |
| 방량리 | 方良里 | 방량리           |                        |
| 삼현리 | 三峴里 | 삼현리           |                        |
| 성수리 | 城壽里 | 성수리           |                        |
| 속초리 | 束草里 | 속초1리, 속초2리 | 면 행정복지센터 소재지 |
| 신봉리 | 新峰里 | 신봉리           |                        |
| 월운리 | 月雲里 | 월운리           |                        |
| 좌운리 | 坐雲里 | 좌운1리, 좌운2리 |                        |
| 후동리 | 後洞里 | 후동리           |                        |